# جزيرة (صيدا)
الجزيرة هي إحدى القرى اللبنانية من قرى قضاء صيدا في محافظة الجنوب.